# Don Bassman
Don Bassman (2 de abril de 1927 — 24 de janeiro de 1993) é um sonoplasta estadunidense. Venceu o Oscar de melhor mixagem de som na edição de 1971 por Patton, ao lado de Douglas Williams.